# MVP Pucharu Francji w koszykówce mężczyzn
MVP Pucharu Francji w koszykówce mężczyzn – nagroda koszykarska przyznawana corocznie najbardziej wartościowemu zawodnikowi Pucharu Francji od 2012 roku. 

## Laureaci

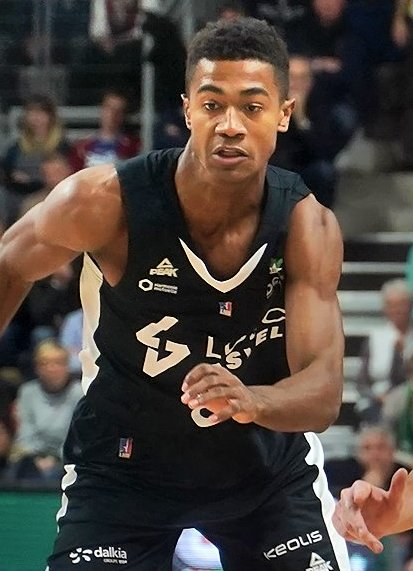
Théo Maledon jest najmłodszym laureatem nagrody, zdobył ją w wieku zaledwie 17 lat

| Sezon   | Zawodnik           | Narodowość        | Poz.          | Klub            | Przy.         |               |
| ------- | ------------------ | ----------------- | ------------- | --------------- | ------------- | ------------- |
| 2011–12 | Ilian Evtimov      | Francja           | F             | Élan Chalon     | [ 1 ]         |               |
| 2012–13 | Sean May           | Stany Zjednoczone | G             | Paris-Levallois | [ 2 ]         |               |
| 2013–14 | Trenton Meacham    | Stany Zjednoczone | G             | JSF Nanterre    | [ 3 ]         |               |
| 2014–15 | Louis Campbell     | Stany Zjednoczone | G             | Strasburg IG    | [ 4 ]         |               |
| 2015–16 | Chris Lofton       | Stany Zjednoczone | G             | Le Mans Sarthe  | [ 5 ]         |               |
| 2016–17 | Heiko Schaffartzik | Niemcy            | G             | Nanterre 92     | [ 6 ]         |               |
| 2017–18 | David Logan        | Stany Zjednoczone | G             | SIG Strasburg   | [ 7 ]         |               |
| 2018–19 | Théo Maledon       | Francja           | G             | ASVEL           | [ 8 ]         |               |
| 2019–20 | Nie przyznano      | Nie przyznano     | Nie przyznano | Nie przyznano   | Nie przyznano | Nie przyznano |
| 2020–21 | Moustapha Fall     | Francja           | C             | ASVEL           | [ 10 ]        |               |
| 2021–22 | Vitalis Chikoko    | Zimbabwe          | C             | Pau Orthez      | [ 11 ]        |               |